# Кізан-Мару
Кізан-Мару — транспортне судно, яке під час Другої світової війни брало участь в операціях японських збройних сил на Тихому океані. 
Судно спорудили у 1943 році на верфі Naniwa Dock в Осаці для компанії Tsurumaru Kisen. В якийсь момент воно було реквізоване для потреб Імперського флоту Японії. 
23 листопада 1943-го «Шова-Мару» знаходилось поблизу острова Хальмахера, де було виявлене та потоплене американським підводним човном USS Capelin.